# Ostra reakcja na stres
Ostra reakcja na stres (ASR, ang. Acute Stress Reaction), inaczej szok psychiczny – przejściowe objawy emocjonalne, somatyczne, poznawcze lub behawioralne występujące w odpowiedzi na sytuację traumatyczną. Jeśli stan ten nie zostanie prawidłowo zaadresowany, może przekształcić się w zespół stresu pourazowego (PTSD).
Według ICD-11 do objawów ostrej reakcji na stres zaliczyć można: autonomiczne objawy lękowe (np. tachykardia, pocenie się, zaczerwienienie skóry), oszołomienie, splątanie, smutek, lęk, gniew, rozpacz, nadaktywność, brak aktywności, wycofanie społeczne lub otępienie.
W DSM-5 występuje pod nazwą „ostre zaburzenie stresowe”. Wiąże się to z ekspozycją na śmierć lub zagrożenie śmiercią, poważne obrażenia ciała lub przemoc seksualną w wyniku ich bezpośredniego doświadczenia, bycia ich świadkiem, otrzymania informacji o tym, że przytrafiło się to komuś z bliskiej rodziny lub przyjacielowi. Ponadto wiąże się to z takimi objawami jak natrętne myśli, problemy ze snem, ogólna drażliwość, dysocjacja i wycofanie. Amerykańskie Towarzystwo Psychiatryczne oficjalnie włączyło to zaburzenie do DSM-IV w 1994 roku. Wcześniej u osób z takimi objawami w ciągu pierwszego miesiąca od traumy diagnozowano zaburzenia adaptacyjne.